# 驱魔师
一些宗教认为，驱魔师（英語：exorcist）可以驱逐附身在他人或物体上的魔鬼、邪靈或其他超自然生物。驱魔师通常是经过特殊准备或受到他人指导的人，例如牧师、修女、僧侣、巫毉（治病术士）、萨满、灵媒或地卜师（即风水师）。

## 不同宗教中的驱魔师

### 基督教
在基督教中，驱魔是一种驱赶附身在他人身上的恶魔的仪式。在培训驱魔人方面，不同传统的基督徒，如罗马天主教、路德教和圣公会教派之间会进行普世合作，如2019年5月在罗马举行的驱魔人会议。

#### 天主教
在罗马天主教中，驱魔人可指获得驱魔神品的教士，或被授权执行驱魔仪式的牧师。

##### 神品
自3世纪起，拉丁禮教會就开始正式任命驱魔师的神品。迦太基第四届理事会在其第七条教规（现属于“Statuta Ecclesiæ Antiqua”文集）中规定了这种驱魔人的授职仪式：主教要给他一本包含驱魔方式的书，说：“接受并牢记，现在你拥有对被恶魔附身者、受洗者及新信徒施手的权力。”

### 引用作品
- Monier-Williams, Monier, , Elibron Classics, Adamant Media Corporation, 1974  [2007-07-08], ISBN 1-4212-6531-1